# Gerres decacanthus
Gerres decacanthus är en fiskart som först beskrevs av Bleeker, 1864.  Gerres decacanthus ingår i släktet Gerres och familjen Gerreidae. Inga underarter finns listade i Catalogue of Life.